# منظمة القيادة العالمية
منظمة القيادة العالمية Global Leadership Foundation (GLF) هي منظمة غير ربحية وغير حكومية تتكون من شبكة من رؤساء الدول والحكومات السابقين وغيرهم من القادة المتميزين، الذين يسعون إلى مساعدة البلدان النامية في تحسين الحكم، ودعم المؤسسات الديمقراطية، وحل النزاعات. وتسعى المنظمة إلى تحقيق ذلك من خلال ترتيب قيام أعضاء GLF بتقديم المشورة السرية من نظرائهم إلى رؤساء الحكومات الحاليين، الملتزمين بالسلام والديمقراطية والتنمية. مؤسسة القيادة العالمية نشطة في جميع أنحاء العالم، وتعمل بدعوة من رئيس الحكومة، وعملها سري.

## التنظيم
تأسست منظمة القيادة العالمية عام 2004 من قبل فريدريك دبليو دي كليرك كشبكة من القادة الوطنيين السابقين لتقديم المشورة للدول الديمقراطية الحديثة بشأن قضايا الحكم والاستقرار. تعمل بشكل سري على القضايا السياسية مع هؤلاء القادة. كان الأعضاء الأوائل هم فاتسلاف هافيل، وكيت ماسيري، وأنيبال كافاكو سيلفا.

## الاعمال
منذ تأسيسها في عام 2004، تضمنت مشاركات المنظمة تقديم المشورة بشأن ما يلي:
- المؤسسات الديمقراطية والحكم الفعال والانتقال من الحكم الاستبدادي
- إدارة الانتخابات الفعالة
- الأمن الإقليمي والوطني
- المصالحة السياسية وتنفيذ الاتفاقيات الدولية
- معالجة حركات المقاومة المسلحة والمنظمات الإرهابية
- الإصلاح الاقتصادي وإدارة الموارد والتجارة
- الوصول إلى المساعدات الإنسانية

بالإضافة إلى تقديم المشورة المباشرة ولكن السرية بشأن مجموعة متزايدة من المواضيع لقادة الدول العاملين، تشارك المنظمةفي ما يلي:
- مناقشة نشطة للقضايا العالمية المهمة
- النظر بشكل استباقي في حالات الأزمات الوطنية ذات التداعيات الدولية
- حوارات مع رؤساء المؤسسات المتعددة الأطراف الرئيسية
- مؤتمرات دولية حول قضايا الساعة
- التشاور والعمل مع المنظمات ذات التفكير المماثل

في حين لا تسعى المنظمة إلى نشر عملها مع زعماء العالم، فإن بعض الزيارات تكون في المجال العام، مثل زيارة كاسام أوتيم إلى جزر المالديف في عام 2011، وزيارة جو كلارك وكيت ماسير إلى كينيا في عام 2013، وزيارات فريدريك دبليو دي كليرك وكيت ماسير وكاسبار فيليجر إلى غانا في عامي 2014 و2015، ودور الوساطة الذي لعبه كيت ماسير في التفاوض على اتفاق وقف إطلاق النار في موزمبيق في عام 2016.
هناك حاليا 43 عضو في GLF.  يتم اختيار الأعضاء الجدد من قبل الأعضاء الحاليين.

## الدعم
تتلقى المؤسسة الدعم من مجلس GLF الدولي، والذي يتألف من المنظمات والأفراد الذين يدركون أهمية عمل GLF ويدعمون المؤسسة مالياً. يتم وضع حد لحجم كل تبرع للحفاظ على استقلال المؤسسة.

## الفروع
المنظمة مسجلة في كانتون برن، سويسرا. لديها مؤسستان مرتبطتان: منظمة القيادة العالمية (الولايات المتحدة الأمريكية)، وهي مؤسسة 501(c)(3) مسجلة في ولاية ديلاوير، الولايات المتحدة الأمريكية؛ ومنظمة القيادة العالمية (المملكة المتحدة)، وهي مؤسسة خيرية مسجلة في إنجلترا وويلز.

## الاعلام
حديثا[متى؟] نشر منتج الأفلام الوثائقية في هيئة الإذاعة البريطانية جايلز إدواردز بعنوان "الرجال السابقون - كيف لا يزال رؤساؤنا ورؤساء وزرائنا السابقون يغيرون العالم" يدرس العديد من الطرق التي لعب بها أعضاء GLF، من بين الرؤساء ورؤساء الوزراء السابقين الآخرين، دورًا مهمًا في الحياة العامة بعد ترك مناصبهم السياسية المنتخبة.

## روابط خارجية
- الموقع الرسمي
- مقابلة مع فريدريك دبليو دي كليرك في أبريل 2017 (النص على Medium.com )
- الرجال السابقون: كيف لا يزال رؤساؤنا ورؤساء وزرائنا السابقون يغيرون العالم
- علماء لايدلورد